# Synsphyronus mimulus
Synsphyronus mimulus är en spindeldjursart som beskrevs av Chamberlin 1943. Synsphyronus mimulus ingår i släktet Synsphyronus och familjen gammelekklokrypare. Inga underarter finns listade i Catalogue of Life.